# Receptor FSH

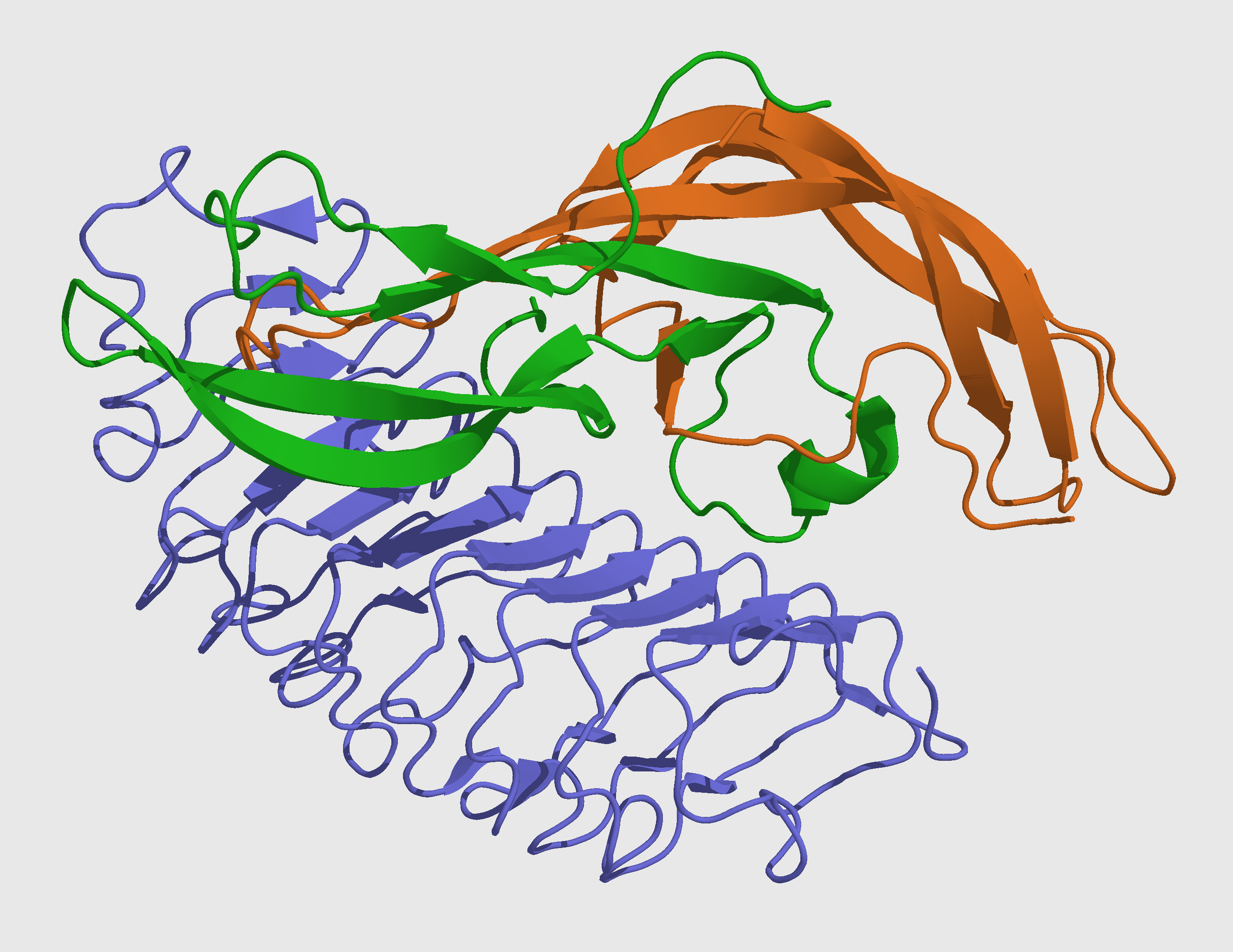
Estructura del receptor de FSH (azul) unido a la molécula de FSH (cadena A en verde y cadena B en naranja).

El receptor de hormona foliculoestimulante (FSH-R en inglés) pertenece a la familia de receptores acoplados a proteína G. 
Son complejos proteicos transmembrana caracterizados por siete hélices hidrófobas insertadas en la membrana celular con dominios intracelulares y extracelulares de variables dimensiones en función del tipo de ligando. La porción intracelular del receptor de FSH está acoplado a una proteína G y, una vez que la hormona es activada por la interacción hormonal con el dominio extracelular, inicia una cascada de eventos que lleva finalmente a específicos efectos biológicos de la gonadotrofina.
Tras dos décadas de investigación usando aproximaciones bioquímicas clásicas, el cDNA del receptor de FSH fue clonado en 1990, el último en un grupo de receptores glicoproteicos relacionados con hormonas. Poco después las primeras mutaciones fueron descritas, con un impacto en el fenotipo reproductivo. El nuevo conocimiento emergente de las mutaciones naturales y de trabajo molecular in vitro han proporcionado comprensión en aspectos fisiológicos y fisiopatológicos de la FSH. 

## Historia
Alfred G. Gilman y Martin Rodbell recibieron el premio Nobel de Medicina y Fisiología en 1994 por descubrir el sistema de las proteínas G.

## Propiedades bioquímicas del R-FSH
Las primeras evidencias que las gónadas poseen sitios de unión específicos para la FSH datan del inicio de los años 70. El estudio más temprano, hecho sobre testículo de rata usando FSH humana marcada con tritio modificado, mostraron las características del receptor de FSH. La unión hormonal fue rápida, específica, saturable y dependiente de la temperatura. Los sitios de unión a la FSH fueron encontrados solo en el epitelio seminífero, asociado a la membrana celular, y con propiedades proteicas en la naturaleza. Finalmente, el receptor de FSH de rata no mostró rechazo a la FSH y pudo unirse a la hormona aun siendo de otra especie. En los siguientes años varios grupos de investigación trataron de aislar y describir los receptores de FSH. Estos experimentos clásicos aún representan la mayor contribución a la investigación sobre los receptores de FSH.
El estudio original dirigido a aislar y purificar el receptor de FSH estaba basado exclusivamente en tejido testicular. Muchos estudios sobre la caracterización de los sitios de unión a la FSH en la era pre molecular fueron realizados sobre receptores de FSH de murinos y bovinos, pero también en aves, en primates no humanos y en humanos. Posteriormente también se hicieron estudios sobre los receptores de FSH de otros animales mediante técnicas de la biología molecular.
Después de los primeros intentos de aislar el receptor de FSH en ratas y novillos, dos clases de sitios de unión a la FSH fueron detectados, con alta afinidad y baja capacidad y con baja afinidad y alta capacidad, respectivamente. El componente de baja afinidad, sin embargo, era producto de un artefacto, y solo una clase del lugar de unión de alta afinidad pudo ser demostrado en muestras purificadas. La unión específica de la FSH es rápida a temperaturas fisiológicas y alcanza la saturación en 4 horas en todos los sistemas investigados.
Los receptores de FSH son particularmente abundantes en los testículos inmaduros bovinos, y la concentración es más alta en novillos comparada con la misma en testículos de rata y humano maduros. El contenido testicular de sitios de unión a la FSH se incrementa con la edad en ratas y bovinos, donde se observa un incremento en plasma de FSH, un aumento del tamaño de los testículos y el incremento de la concentración de receptores de LH en la pubertad. Hay muy poca, si bien ninguna, especificidad a nivel de especies en la interacción del receptor y la FSH, lo que muestra similares características de ambas moléculas en todo tipo de sistemas entre especies.
Respecto a la localización del receptor de FSH, estudios de auto radiografía mostraron que la FSH (previamente marcada) se puede localizar en la superficie de las células de Sertoli y en el exterior de las tight juntions (o uniones estrechas entre células polarizadas). Tras fijaciones hiperosmoticas, la cual produce un encogimiento del compartimento basal de las células, los lugares de unión a la FSH fueron evidentes en espermatogonias, aunque nunca se ha confirmado. Un reciente estudio inmunocitoquímico con un anticuerpo anti receptor de FSH mostró una distribución uniforme de la molécula en la membrana de las células granulosas y en el polo basal de las células de Sertoli alrededor de los espermatogonias. Se mostró que macrófagos intersticiales unían y acumulaban FSH y respondían a la administración de FSH. Las células endoteliales del tejido coronario en el espacio intersticial también fueron teñidas. Si alguna de estas localizaciones está relacionada con el transporte de largas hormonas glicosiladas hacia el lugar donde se tienen que unir al receptor aún está por determinar.
Estudio más tempranos mostraron que el receptor de FSH es una glicoproteína y que la interacción con el FSH es parcialmente dependiente de la presencia de fosfolípidos cuando se trabaja en el laboratorio con preparaciones de membranas. De hecho, los receptores acoplados a proteínas G están anclados a la membrana plasmática por acetilaciones de AG o unión de AG a proteínas, que estabilizan la conformación proteica y posiblemente juega un importante rol en la transducción de la señal. Lo que es más, la unión al receptor de FSH es dependiente de puentes disulfuro, que estabilizan la conformación del receptor.
Estudios de purificación nos han revelado la existencia de una amplia variabilidad de modelos de diferentes tamaños y formas del receptor. Aún después de que el cDNA predecía una única cadena peptídica con una masa molecular de 75 kDa, el receptor maduro extraído de la membrana celular de las células de Sertoli se ha encontrado ocasionalmente que tenga un tamaño más grande, y la controversia sobre la estructura del receptor aún no está resuelta.
El papel de nucleótidos de guanina en la función del receptor de FSH se ha hizo evidente cuando las proteínas G aún no se conocían, y la solubilización estable del receptor de FSH bovino demostró un acoplamiento físico y funcional a proteínas G. Mientras que efectos indirectos en la ruta de fosfoinositol son posibles, el incremento de FSH dependiente de cAMP intracelular fue reconocido como la principal señal del mecanismo de transducción en las células granulosas y de Sertoli y que la FSH induce una regulación negativa sobre el receptor.

## Estructura molecular del RFSH

### Estructura primaria predicha

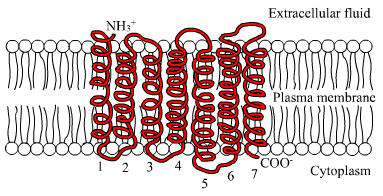
Esquema simplificado de la estructura transmembrana de la proteína que presenta 7 dominios transmembrana como todas las proteínas G

El predicho receptor de FSH se compone de 695 aa (692 aa en la rata y 691 en equinos), incluyendo los 17 primeros aa, que codifican una señal peptídica hidrofóbica.

La proteína madura consiste en 678 aminoácidos (aa) (675 aa en rata y 677 en equinos). Dependiendo de la especie, la masa molecular calculada basada en la secuencia de cDNA del receptor varía entre 75 y 76,5 kDa.

Posteriores caracterizaciones de la secuencia de aminoácidos (y análisis de hidrophaty plot) revelaron que el receptor de FSH tiene un enorme dominio hidrofílico seguido de segmentos hidrofóbicos que atraviesan la membrana siete veces con una largura de entre 21 y 24 aa. En el C terminal la secuencia es altamente básica y de dominio citosolico.

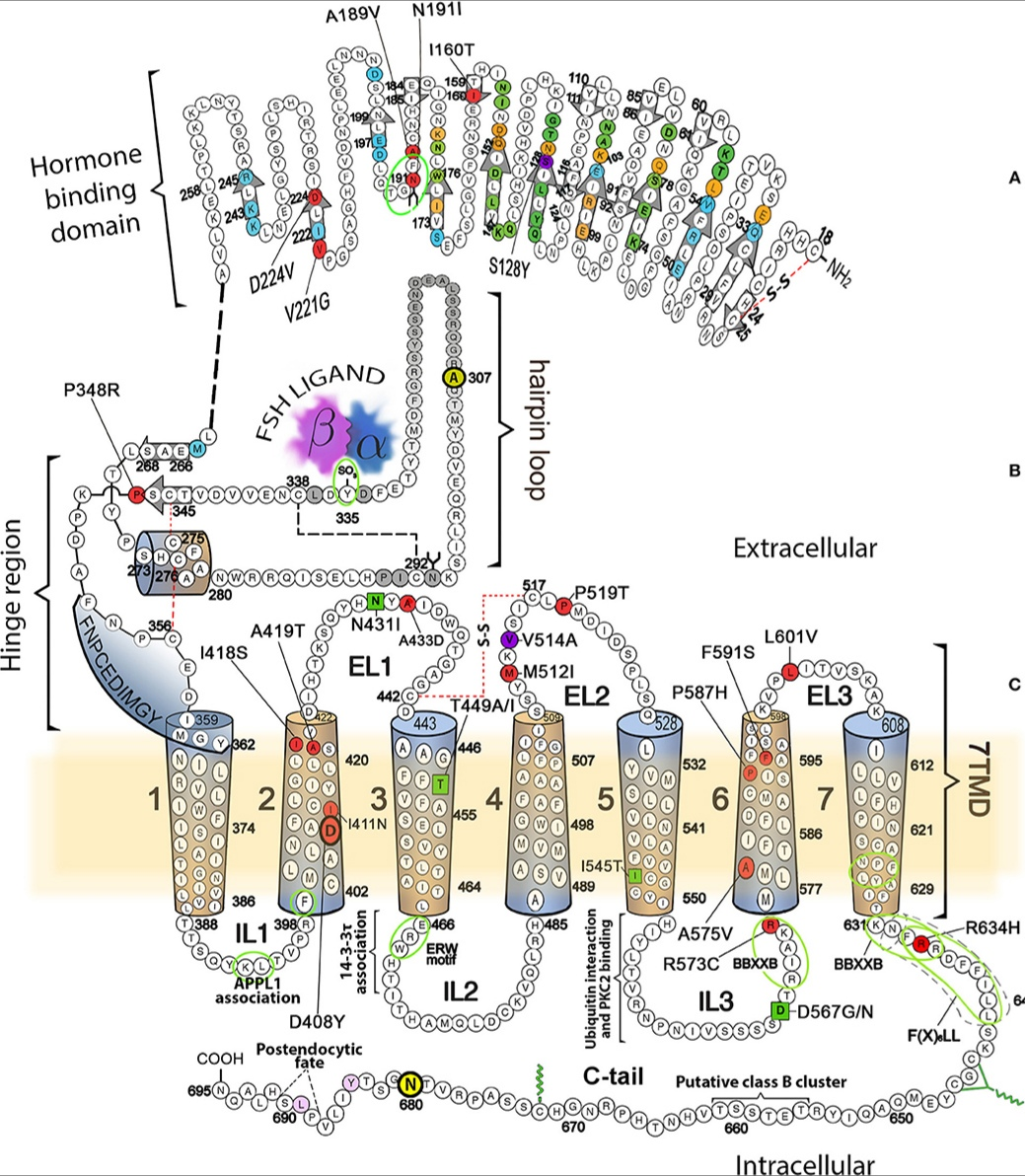
Esquema de estructura del Receptor de la FSH.

El dominio extracelular del receptor se compone de 349 aa, seguido de 2464 aa que codifican el dominio transmembrana. El dominio relativamente corto C terminal de carácter intracelular se compone de 65 aa (63 en ratas). La homología entre diferentes especies de mamíferos es tan alta que llega a ser del 90% en el dominio transmembrana y del 85% en el dominio extracelular.
1. Dominio extracelular: El dominio extracelular del receptor de FSH expone varias características significativas de las estructuras primaria y secundaria. Se compone de varias unidades imperfectamente replicadas de aproximadamente 24 residuos cada una. Esta característica también está presente en los receptores de LH y TSH. Patrones similares, llamados repeticiones ricas en leucinas (LRR, leucine-rich repeats) se encuentran en proteínas involucradas en específicas adhesiones celulares de tipo proteína – proteína in varias especies (incluida la humana). Las repeticiones individuales constituyen unidades estructurales que alternan estructuras de hoja β con hélices α. La forma de la estructura no globular junto con la cara expuesta de hojas β paralelas es una explicación de la involucración de LRR en interacciones proteicas fuertes.
El alineamiento de los exones 2-9 en el dominio extracelular del receptor de FSH revela que hay al menos 10 LRR imperfectos. Las posiciones conservadas están ocupadas por Ile, Leu, Val, Ala y Phe (aa con radicales alifáticos). El patrón de los LRR está altamente conservado en los exones 2-8. En el exón 1 y la parte C terminal del dominio extracelular del receptor, codificado por el exón 10, no siguen el patrón. Son de naturaleza amfipática y participan en tareas de unión con la hormona y especificidad de la misma.
El dominio extracelular del receptor de FSH contiene varios residuos de cisteína localizados principalmente en los exones 1 y 10, dos de los cuales están en posición adyacente. Ocho residuos de cisteína se han conservado perfectamente en los receptores de LH y FSH, sugiriendo un rol crucial para la integridad conformacional del dominio extracelular de todos los receptores de hormonas glicoproteicas. El dominio extracelular del receptor de FSH tiene tres lugares para una glicosilación mediante un enlace N-glicosídico conservado en todas las especies en posiciones 191, 199 y 293. En los humanos y monos un cuarto lugar puede ser localizado en posición 318. Aunque se sugirió que el patrón de glicosilación podría afectar a la unión con la FSH, recientes estudios han indicado que la glicosolación se requiere para el plegamiento de la proteína y el tráfico hacia la membrana.
2. Dominio transmembrana: El patrón estructural de siete hélices transmembrana es típico de la familia de receptores acoplados a proteínas G. En cada miembro de este grupo se pueden encontrar siete extensiones hidrofóbicas de entre 20-25 aa que forman las hélices α transmembrana, conectados por “loops” (o secuencias) alternas intracelulares y extracelulares. Al igual que otros miembros de estas familias, el receptor de FSH contiene dos residuos de cisteína altamente conservados (en posiciones 442 y 517) en el primer y segundo “loop” extracelular, que es posible que formen un puente di sulfuro, el cual constriñe la conformación de la proteína. El triplete Asp-Arg-Tyr se cree que juega un papel esencial en la interacción entre el receptor y la proteína G, y está presente en el receptor de FSH en una versión modificada donde la Asp se ha sustituido por una Glu (en posiciones 466-468). La misma sustitución se observa en los receptores de LH y TSH.
Comparando los dominios transmembrana de los receptores de FSH, LH y TSH se observa los dominios 2, 3 y 4 se conservan en los tres receptores; en cambio, la conservación en las otras cuatro regiones es menor. Los residuos de prolina, necesaria para la correcta inserción de la proteína en la membrana, son homólogos en las regiones transmembrana 4, 6 y 7 en todos los receptores glicoproteicos de hormonas.
3. Dominio C terminal: El dominio intracelular de los receptores glicoproteicos de hormonas muestra alguna homología solo en la porción N- terminal (aa 631-659 del receptor de FSH). Lo que es más, entre las diferentes especies la porción C terminal del receptor de FSH es bastante heterogénea. El dominio es rico en residuos de serina y treonina, los cuales son lugares potenciales de fosforilación. Estos residuos es posible que tengan ácido palmítico (un AG) unido a ellos y que sirvan, por lo tanto, como un punto de anclaje adicional a la membrana de la cola citoplasmática del receptor. Este cuarto “loop” intracelular (correspondiente a la cola C terminal) es posible que sea importante en el acoplamiento (a la proteína G) y la transducción de la señal. Dos residuos de cisteína (posiciones 646 y 672) están conservados en las diferentes especies, aun así en los humanos hay otro residuo en posición 644.

### Masa molecular del RFSH
La predicha naturaleza glicoproteica del receptor de FSH, con las diferentes posibilidades de glicosilación, es la responsable de las diferencia entre masas moleculares observadas. Basándonos en el ORF del cDNA, se puede calcular una masa molecular aproximada de 75 kDa. Sin embargo, varios grupos de investigación han encontrado precursores de la proteína glicosilada o isoformas del receptor maduro con menor o mayor masa molecular.
Podríamos decir que si tenemos en cuenta todos los estudios que han intentado determinar la masa molecular del receptor de FSH maduro, glicosilado y recombinante ésta es de 80 kDa aproximadamente. Además, la unión del FSH al receptor no necesita una previa oligomerización, aunque ésta puede ser necesaria para la estabilidad molecular y/o transducción de la señal. Las divisiones de los receptores de las hormonas LH y TSH, resultado en proteínas con menor peso molecular han sido descritas. La secuencia del receptor de FSH tiene cinco lugares de dividión (dibastic) en posición 242, 253, 282, 572 y 634. Algunos de ellos se corresponden con los lugares de división de los receptores de LH y TSH. Aunque hasta la fecha, no se han notificado fenómenos de división espontánea del receptor de FSH en estudios con tejidos que expresan de forma natural la proteína.

## El gen del RFSH

### Localización cromosómica
La localización del gen del receptor de FSH en el cromosoma se ha hecho mediante técnicas de hibridación y fluorescencia in situ usando el cDNA, pruebas genómicas y “linkage analysis”. El gen del receptor de FSH se encuentra en el cromosoma 2 p21 en humanos y en el cromosoma 3 en ovejas y cerdos. De manera anecdótica, el gen del receptor de LH se puede encontrar en el mismo cromosoma en humanos y ovejas. “Pulse field” análisis para determinar la distancia física ente los dos genes revelaron que no tenían una banda en común a una distancia de 1100 kbp, dando a entender así que debe de haber más distancia entre ellos. El gen para el receptor de TSH se encuentra en el cromosoma 14 q31.
El largo dominio extracelular del receptor glicoproteico de la hormona es la única característica común con la familia de las proteínas receptoras acopladas a proteínas G. La similar estructura genómica y los casi idénticos límites entre intrones y exones de los tres genes que codifican receptores de FSH, LH y TSH, además de la proximidad entre los dos genes de receptores de gonadotrofinas, demuestran la posible existencia de un ancestro común. Este gen ancestral pudo haber evolucionado en un primer término mediante una duplicación cromosómica, seguido de una duplicación del gen. Estudios recientes sobre el genoma han mostrado que los receptores de FSH, TSH y LH se localizan en un grupo de cromosomas con extensas conexiones parálogas (es decir, contienen genes cuyo último ancestro es distinto o bien, en otras palabras, contienen genes surgidos de la duplicación del gen y la consiguiente divergencia). Un análisis detallado de la secuencia de aa de tres receptores de hormonas glicoproteicas revela una similitud en las secuencias de los receptores de FSH y LH. Además esta relación de similitud es mayor que entre los receptores de FSH y TSH o bien TSH y LH. Este descubrimiento unido a la falta de un locus de duplicación para el receptor de TSH ha llevado a la hipótesis de que los receptores de TSH y LH han evolucionado por duplicación cromosómica. Una duplicación posterior del locus del receptor de FSH/receptor de LH y la siguiente divergencia funcional habría podido resultar en dos receptores distintos para gonadotrofinas presentes en los mamíferos actualmente.
Otras ideas evolutivas se han obtenido recientemente de la identificación de receptores semejantes a receptores de hormonas glicoproteicas en invertebrados. En el molusco Lymnea stagnalis, un receptor acoplado a una proteína G con un largo dominio extracelular ha sido clonado. La porción N terminal del dominio extracelular consiste en varias repeticiones que contienen cisteínas; por otro lado, la segunda parte del dominio extracelular contiene seis LRR. En consecuencia, este receptor, puede tener alguna relación filogenética con el ancestro común del cual han evolucionado los genes que codifican los receptores de hormonas glicoproteicas en mamíferos a partir de duplicaciones de los LRR y eliminación de repeticiones que contienen cisteína.

### Estructura y organización del gen del RFSH
La estructura y organización del gen del receptor de FSH ha sido investigado en humanos y ratas. El gen del receptor de FSH es un gen de una sola copia y se abarca una región de 54 kbp en humanos y 84 kbp en rats. Consiste en 10 exones y 9 intrones. El dominio extracelular en humanos está codificado por nueve exones de tamaño entre 69-251 bp. La región C terminal del dominio extracelular, el dominio transmembrana y el dominio intracelular están codificados el exón 10 con más de 1234 bp. En conjunto, el gen humano codifica 695 aa, incluyendo el péptido señal de 17 aa. Los nueve intrones varían entre tamaños de 108 bp para el intron 7 hasta 15 kbp para el intron 1. Los aa que residen cerca de la región intron/exón son Leu o Ile.
La estructura y organización del gen del receptor de FSH en humanos y ratas presentan similitudes sorprendentes. El tamaño de los exones son idénticos, excepto para el exón 10, donde una extensión de nueve bases nitrogenadas puede ser encontrada en el receptor humano, correspondiente a tres aa en posición 316, 381 y 382. A nivel de nucleótidos la homología supera el 80% y a nivel de aa puede alcanzar hasta el 100% en el caso del exón 3. Además la uniones exón/intron son idénticas en ambas especies.
Con 70 kbp para el receptor de LH, 60 kbp para el receptor de TSH y 54 kbp para el receptor de FSH, los tres receptores glicoproteicos de hormonas son enormes. Los receptores de FSH y TSH tienen 10 exones, mientras que el receptor de LH tiene 11 exones. La similitud entre los genes es elevada. Los tamaños de varios exones del dominio extracelular son idénticos en los tres genes. Los otros exones difieren solo por tres bases; la excepción es el adicional exón 10 del receptor de LH, que es único y contiene tres lugares que pueden ser N glicosilados.

## Expresión del rFSH y su regulación

### Expresión del gen del rFSH
La clonación del cDNA del receptor de FSH permitió el análisis de hibridación del mRNA del receptor de FSH. Se hizo evidente que más de un transcrito podía ser detectado en los tejidos de ovario y testículo. Basándose en la secuencia del cDNA completo, se espera un transcrito de 2,5 kb. Dependiendo si se utilizan preparaciones del RNA o del mRNA, como mínimo se observa un transcrito más largo de entre 5-7 kb, y otro más pequeño de entre 1,3 y 1,8 kb. Aunque el tamaño del transcrito sea diferente entre especies, los resultados de varios experimentos sugieren que no hay diferencia en el mecanismo de expresión del gen. Lo que es más, el patrón del transcrito es similar tanto en ovarios como en testículos.
Estudios sobre la regulación hormonal de la expresión del gen del receptor de FSH durante diferentes etapas de la gametogénesis mostraron que los transcritos no son regulados de manera distinta.
El mecanismo mediante el cual se generan diferentes transcritos del receptor de FSH puede ser que esté relacionado con diferentes lugares de inicio de la transcripción, a diferentes ligares de poliadenilación (o unión de un acola de poliA al hnRNA) o a alternativos procesos de “splicing”. Cuando las bibliotecas de cDNA fueron examinadas con sondas de cDNA del receptor de FSH o con RT-PCR (reacción en cadena de la polimerasa en transcripción inversa), algunos transcritos fueron aislados y caracterizados posteriormente. Sin embargo, el uso de diferentes lugares de inicio de la transcripción no es el principal mecanismo responsable de la generación de los transcritos de largada entre 1,3 y 7 kb. Más bien, la generación de transcritos diferentes parece que procede de la existencia de diferentes lugares de poliadenilación que dan lugar a la forma larga (5-7 kb) y a la normal (2,5 kb) y, además, a “splicing” alternativo de estos transcritos primarios. El análisis de la secuencia de nucleótidos reveló cuatro diferentes mecanismos posibles que originan la heterogeneidad isofórmica:
1.	Varias isoformas carecen de uno o más exones. De manera interesante, la pérdida de un exón no da lugar a cambios de la ORF (o marco abierto de lectura; que corresponde a cada una de las secuencias de ADN entre el codón de inicio de traducción y un codón de terminación, sin contar las secuencias que corresponden a los intrones en caso de haberlos). Las isoformas, por consiguiente, codifican receptores funcionales. Este mecanismo de “splicing” se conoce como “cassette-exon”.
2.	El segundo mecanismo implica diferentes eventos de splicing del tránscrito primario a través de sitios aceptores internos 3’. La presencia de sitios conservados donde podemos encontrar sitios de “splice” (secuencia de nucleótidos CAGG, por ejemplo), pueden acortar los exones si se encuentran en su interior o llevar a un incompleto splicing de los intrones.
3.	Algunas isoformas combinan los dos fenómenos anteriores.
4.	Otro mecanismo consiste en la retención de secuencias intrónicas, lo que da lugar a tránscritos más largos.
Los fenómenos de splicing descritos en los apartados 2, 3 y 4 tenemos como resultado un cambio de la ORF. En algunos casos la nueva secuencia de aa es terminada por nuevos codones de terminación. Si los intrones retenidos contienen sitios de poliadenilación, resultará la aparición de tránscritos más pequeños. Aun así, los transcritos son más largos de lo normal.
Aparentemente el splicing alternativo solo afecta la dominio extracelular del receptor, codificado por los exones del 1 al 9; ya que no se han observado estos fenómenos en el exón 10, el cual codifica el dominio transmembrana.
Muchas isoformas carecen del dominio transmembrana a causa de los diferentes procesos de splicing que sufren. Aun así, la alta afinidad de unión a la hormona del domino extracelular está aún presente. Estos fragmentos pueden actuar potencialmente como proteínas de unión a hormonas y, por consiguiente, hacer la función antagónica al receptor de FSH mediante el secuestro de la hormona en circulación, a causa que estas isoformas se cree que son solubles.

### Expresión del RFSH en testículos
1. Localización: Varios experimentos han mostrado que la FSH se une específicamente a los receptores localizados en la membrana de las células de Sertoli. Uniones no específicas fueron observadas en las células de la espermatogénesis lo que sugiere la presencia de receptores en espermatogonias. Experimentos de hibridación en una variedad de tejidos revelaron una señal clara en los testículos, únicamente en las células de Sertoli. Hibridación in situ confirmó que dichas células son las únicas que pueden expresar el receptor de FSH en los testículos.
Un amplio estudio sobre la expresión del receptor de FSH llevado a cabo con primates no humanos en el que 38 tejidos y órganos fueron analizados para detectar la presencia de transcritos del receptor de FSH mostró que solo en los testículos había dichos transcritos. Así, a diferencia de los receptores de LH, la expresión del receptor de FSH parece ser específica para un tipo de células. La cuantificación de los niveles del mRNA del receptor de FSH en testículos humanos y de monos mostró que entre 0,05 y 0,1 pg/μg RNA codifican el receptor de FSH.
2. Ontogenia: Estudios del receptor de FSH en el desarrollo de testículo han demostrado una alta afinidad de unión para la FSH desde el día 28 en la gestación de los cerdos y durante la primera mitad y al final de la gestación en primates. En la rata, experimentos de unión revelaron la presencia del receptor de FSH en fetos desde el día 17, 5 en adelante. Por técnica de Northern blotting y RT-PCR, transcritos que codificaban el dominio extracelular fueron detectados en fetos desde el día 14,5 en adelante, y el completo mRNA apareció alrededor del día 16,5. La razón por la cual el dominio extracelular puede ser detectado con anterioridad puede ser debida a las diferencias en el inicio de la transcripción de los dos mRNA o, de forma alternativa, a una diferente vida media de los dos transcritos. La presencia del receptor de FSH es anterior a la presencia de concentraciones significativas de la hormona que se une en la circulación fetal. Por otra parte, los testículos fetales aparentemente carecen de una clara respuesta a la FSH aguda a pesar de la presencia del receptor de FSH. Esto puede ser debido a una inmadurez del sistema de transducción de señal o de un acoplamiento de diferentes receptores de FSH en el feto. Desde el punto de vista fisiológico, esta ausencia de respuesta podría evitar la activación prematura de la FSH estimula la espermatogénesis.
Tras el nacimiento, la unión de la FSH alcanza un pico en los testículos de ratón entre los días 7 y 21 y después decrece rápidamente entre los días 20 y 37. En la rata, el mRNA del receptor de FSH incrementa su concentración hasta el día 7, se mantiene constante entre los días 10 y 20, y decrece dramáticamente alrededor del día 40. El crecimiento inicial viene dado por el incremento del número de receptores por célula de Sertoli y a la proliferación de éstas hasta el día 10. El siguiente decrecimiento de la expresión del receptor de FSH está relacionado con la aparición masiva de espermatocitos y espermátidas, lo que se traduce en un incremento del peso de los testículos. El incremento del número total y densidad de los sitios de unión a la FSH en la fase inicial del desarrollo de los testículos se ha observado en varias especies de mamíferos. Dado que el aumento de los receptores es paralelo al aumento de los niveles circulantes de FSH, se podría suponer que la gonadotrofina induce a la regulación de sus propios receptores en la fase de desarrollo.

### Expresión del RFSH en los ovarios
1. Localización: En mujeres, la unión de FSH ha sido localizada en las células granulosas. Varios estudios recientes han confirmado que las células granulosas son las únicas que pueden expresar el receptor de FSH en mujeres mediante técnicas de biología molecular. Así, como en hombres, la expresión del receptor de FSH en las mujeres es específica de un tipo de células en las gónadas. Este hallazgo se puede contrastar con el patrón de expresión observado en los receptores de LH y TSH. Se ha demostrado que el receptor de LH se expresa en una variedad de órganos y tejidos; y la expresión del receptor de TSH se ha observado también en tejido extra/ retro-orbital, lo que sugiere funciones fisiológicas desconocidas o sospechadas hasta la fecha de la LH y TSH en otros tejidos. De forma similar, un estudio reciente ha indicado la presencia de la proteína receptor de FSH y de su mRNA en cultivos de células miometriales del músculo liso, aunque necesita ser confirmado en un futuro.
2. Ontogenia: La adquisición de receptores de FSH es esencial para la diferenciación de las células granulosas y la maduración del folículo. En ovarios de feto de rata, la expresión del dominio extracelular es detectada primeramente en el día 20,5. Transcritos de tamaño completo de la proteína aparecen después, en el día 1 posparto y más claramente desde el día 5 en adelante en ratas y ratones. De forma similar a la ontogenia del receptor de FSH en los testículos, la aparición secuencial de los transcritos corto y completo es posible que refejen las diferencias en la vida media de los mRNA o las diferencias en el inicio de la trascripción de los dos mRNA. Lugares de unión de alta afinidad aparecen en las células granulosas desde el día 3 en adelante, y un incremento constante se observa hasta el día 21 cuando la expresión alcalza su punto máximo. En general, hay un gran paralelismo entre los cambios en el desarrollo del mRNA y de la proteína del receptor de FSH. El ovario no responde a la FSH entre el nacimiento y el día 3, mientras que entre los días 4 y 7 los ovarios muestran un crecimiento y la sensibilidad a la respuesta a cAMP coincide con la aparición del mRNA completo.

## Unión al ligando y transducción de señales
Una vez se ha unido la molécula FSH externamente a la membrana, se da la transducción de la señal que activa la proteína G que está unida al receptor interno. Con la FSH unida, el receptor cambia de conformación y así, activa la proteína G, la cual se separa del receptor y activa el sistema AMP cíclico.
Se cree que un receptor molecular existe en un equilibrio conformacional entre la forma activa y la forma inactivada. La unión de FSH al receptor desplaza el equilibrio hacia el estado activo; los antagonistas de FSH desplazan el equilibrio a favor de los estados inactivos. En una célula, para que tenga lugar la respuesta a la FSH solo se necesita que un porcentaje bajo (1%) de centros de unión estén activados.

### Fosforilación por quinasas dependientes de cAMP
La proteínas quinasas dependientes de cAMP (proteína quinasa A) son activadas por la cadena señal proveniente de la proteína G (que es activada por el receptor FSH) mediante adenilato ciclasa y AMP cíclico.
Estas proteínas quinasa están presentes como tetrámeros con dos subunidades reguladoras y dos subunidades catalíticas. Una vez se ha unido el cAMP a la región de las subunidades reguladoras, las subunidades catalíticas sin liberadas e inician la fosforilación de las proteínas llevando a cabo una acción fisiológica. Los dímeros reguladores de AMP cíclico son degradados por fosfodiesterasas liberando AMP 5’. El DNA en un núcleo celular se une para fosforilar proteínas a través del elemento respuesta del cAMP que activa la transcripción de genes.
La señal es amplificada por intervención del cAMP y la resultante fosforilación. El proceso es modificado por prostaglandinas. Otros reguladores celulares que participan producen la modificación de la concentración de calcio intracelular mediante fosfolipasa, ácido nítrico y otros factores de crecimiento.
El receptor de FSH puede activar también quinasas de regulación de señales extracelulares (ERK).
En un mecanismo de feedback, estas quinasas activadas fosforilan el receptor. Contra más tiempo está activado el receptor, más quinasas son activadas y más receptores son fosforilados.

### Acción
En el ovario, el receptor de FSH se necesita para el desarrollo folicular y es expresado en las células granulosas.
En el hombre, el receptor FSH se ha identificado en las células de Sertoli que son críticas para la espermatogénesis.
El receptor de FSH se expresa durante la fase de ovulación en la secreción del endometrio del útero.

## Regulación del receptor

### Uprerregulación
Upreregulación se refiere al incremento del número sitios de unión en la membrana. Los estrógenos upreregulan la sitios del receptor de FSH. En cambio, FSH estimula la producción de estrógenos por las células granulosas. Esta actividad sinergística del estrógeno y FSH permite el crecimiento del folículo y el desarrollo del ovario.

### Desensibilización
El receptor de FSH se insensibiliza cuando es expuesto a la FSH por algún tiempo. Una reacción clave en la regulación negativa es la fosforilización del dominio intracelular o citoplasmático del receptor por proteínas quinasas. Este proceso desune la proteínas G del receptor de FSH. Otra manera de desensibilizar es desunir las subunidades reguladores y catalíticas de sistema del cAMP. 

### Regulación negativa
La regulación negativa se refiere al descenso del número de sitios de unión al receptor. Esto puede ser consumado por el metabolismo de los sitios de unión del receptor de FSH. El complejo de unión al receptor de FSH es transportado por la difusión lateral hacia un “coated pit” donde diversas unidades son concentradas y después estabilizadas por un marco de clatrina. Una molécula desacopladora de la cubierta es internalizada y degradada por los lisosomas. Proteínas pueden ser metabolizadas o el receptor puede ser reciclado. El uso de grandes antagonistas regularán negativamente la cantidad de receptor.

### Moduladores
Anicuerpos antireceptor de FSH puede interferir en la actividad del receptor.
Anormalidades del receptor FSH: Algunos pacientes con el síndrome de hiperestimulación del ovario pueden tener mutaciones en el gen FSHR haciéndolos más sensibles a la estimulación por gonadotropinas.
Mujeres con disgenesis de gónadas 46 XX experimentan amenorrea primaria con hipogonadismo hipergonadotrópico. Hay formas de 46 XX disgenesis de gónadas donde anormalidades en el receptor FSH han sido descritas y se piensa que pueden ser la causa del hipogonadismo.
Polimorfismo puede afectar a la cantidad de receptor FSH y desencadenar respuestas más pobres en mujeres infértiles que reciben medicación de FSH para IVF.